# Vulturó
El Vulturó (pronunciación en catalán: /bultuˈɾo/: ), también llamado Puig de la Canal Baridana, es una montaña localizada en la comarca de Alt Urgell en la Provincia de Lérida, Cataluña, España. Su cumbre tiene una elevación de 2.648 metros sobre el nivel del mar. Es la más alta de la Sierra del Cadí, situada en el Prepirineo.

## Geografía
Las rocas son sedimentarias, depositadas durante el Eoceno, luego plegadas y ascendidas durante la formación de los Pirineos durante el Paleógeno. Su posición avanzada en comparación con la zona central de los Pirineos y su carácter sedimentario hacen que el Vulturó forme parte de las estribaciones meridionales del Prepirineo. Geológicamente se ubica en la zona surpirenaica.
La vegetación predominante en el Vulturó son los bosques de roble albar, pino rojo, los abetos y las hayas. 